# Ergavia costimaculata
Ergavia costimaculata là một loài bướm đêm trong họ Geometridae.